# Lorenzo Costa (presbitero)
Lorenzo Costa (25 settembre 1856 – 3 giugno, 1918) è stato un presbitero e drammaturgo italiano.

## Biografia
Dopo gli studi nel Seminario d'Imola, fu ordinato sacerdote il 29 marzo 1879 dal vescovo diocesano Luigi Tesorieri.

Morto lo zio don Giovanni Linguerri, fu nominato dai patroni a succedergli come priore di Valsenio (documentato come tale dal 1896 al 1906).
Oltre alla guida dell'abbazia, fu attivo nel movimento cattolico locale. Fondò i comitati parrocchiali nella valle del Senio.
Conobbe Alfredo Oriani, che vide tornare a poco a poco alla fede cattolica. Fu presente al suo letto di morte ed ha lasciato una memoria scritta sulla ventennale amicizia con il celebre scrittore..

## Opere

### Teatro
- All'assedio di Forli: 1282, «dramma romantico storico in 4 atti», Ungania, Imola 1907. L'opera è ispirata alla celebre battaglia di Forlì del 1282
- La grotta del re Tiberio, «dramma leggendario in 3 atti per soli uomini con alcuni preliminari storici sulla grotta, Servadei», Brisighella 1906(?). La dicitura «per soli uomini», naturalmente, indica non il tipo di pubblico, ma gli attori.
- L' ombra bianca. Pel Natale, «dramma in 3 atti per soli uomini riducibile però anche a sole donne», pubblicato con
- Femminismo, ovvero Tramonto di Pasqua, «dramma in 5 atti per sole donne», Premiato stab. tip. G. Ungania, Imola 1909. Come sopra, le diciture «per soli uomini» e «per sole donne» indicano, naturalmente, gli attori.
- La casa nuova (ridotta): commedia in tre atti. Americanata; farsa in un atto, Casola Valsenio, 1911.

### Traduzioni
- Luis Ram de Viu, Idillio de' fiori: rime, Tip. Zaccherini, Casola Valsenio 1902.

### Altro
- Alla nobile donzella Marianna de' conti Ferniani nel di delle fauste sue nozze coll'illustre giovane Giulio Marcosanti il priore di Valsenio don Lorenzo Costa offre, Ungania, Imola 1890(?)
- A monsignor Luigi Tesorieri vescovo d'Imola nel 25º anno del suo episcopato i diocesani della valle del Senio il giorno 20 giugno 1896 pellegrinati a pie' dell'immagine di Maria SS. del Piratello..., Zaccherini, Casola Valsenio 1896
- Ricordanza funebre dell'amico can. Pellegrino Sabbatani letta dal priore di Valsenio d. Lorenzo Costa il di 1º febbraio 1906 nella Cattedrale d'Imola alla presenza di s.e. mons. vescovo Francesco Baldassarri..., Ungania, Imola 1908.